# Alex Hartmann
Alexander « Alex » Hartmann (né le 7 mars 1993 à Elizabeth Vale, Adélaïde) est un athlète australien, spécialiste du sprint.
Il se qualifie sur 200 m, avec un record personnel à 20 s 45 à Canberra en février 2016,  pour les Jeux olympiques de 2016 à Rio.
En terminant 4e des Relais mondiaux 2017 sur relais 4 x 100 m, il qualifie son équipe pour les Championnats du monde 2017 à Londres.
Il remporte la médaille d’or du relais 4 x 100 m lors des Championnats d'Océanie d'athlétisme 2019 à Townsville.